# Замок Крук
Замок Крук (англ. Crooke's Castle, Aghavrin Castle, The Admiral's Folly) — замок Агарвін, замок Адмірал Фоллі, замок Примхи Адмірала — один із замків Ірландії, розташований в графстві Корк, біля селища Агаврін на відстані 4,8 км (3,0 милі) від селища Коахфорд.

## Історія замку Крук
Замок Крук був побудований командором Томасом Епінетусом Круком з сусіднього замку Агаврін, що служив офіцером на британському флоті під час Наполеонівських війн на борту корабля «Шамрок». Час будівництва замку вказують як 1820—1840 роки. Замок згадується як башта Крук, що стоїть на скелі Рок Каррігакнуббер на картах 1842 року. У книзі видання «Орднанс Серві», що була видана в 1840 році цей замок називався замком Агаврін. Так само замок називається у джерелах, що датуються 1901 роком. У книзі, що вийшла під назвою «Ос» пишеться, що біля Агавріна, на схід від селища Рокгров стоїть замок, що називається Крук.
На більш давніх ірландських картах тут позначена вежа та маєток Крук. Будівлі тут були зведені наприкінці XVIII та на початку ХІХ століть. З вежі відкривався гарний краєвид, вежа використовувалась в основному для відпочинку, розваг, чайних церемоній. Вечори з розпиванням чаю були модними наприкінці XVIII століття. Льюїс в топографічному словнику Ірландії, що був опублікований в 1837 році описує замок Агарвін таким чином: замок стоїть на ізольованій скелі на південній її частині, замок являє собою вежу, що збудована витончено. Книга під назвою «Ос» описує замок як вежу, що побудована капітаном Круком на скелі Каррігакнуббер, що відома як замок Агаврін. Герберт Гілман назвав замок Адміралс Фоллі — замок Примхи Адмірала. Археологічний каталог графства Корк описує замок Крук як зруйновану квадратну триповерхову вежу, що має прямокутні вікна з капюшоном на горі, має тонкий круглий виступ на південно-західному куті вежі з щілинними вікнами, що піднімається вище, ніж башта.
Ірландська туристична асоціація в 1944 році повідомляє, що замок Крук був зведений 100—120 років тому і будівництво обійшлося в 100 фунтів стерлінгів, і що замок побудував капітан Крук, що служив на британському флоті. Згідно цих повідомлень башта Крук складається з двох вузьких секцій з циліндричною частиною вище ніж прямокутна основа. Зазначається, що башта стоїть на високій скелі недалеко від дороги. Замок був на той час перетворений в руїни, але збереглися гвинтові сходи.
Нині замок Крук стоїть на приватній землі і не доступний для відвідувачів. Є версія, що скеля, на якій стоїть замок, служила для релігійних ритуалів та як місце для страт і жертвоприношень ще в дуже давні часи.